# Ibrahim Wissam
Ibrahim Saeid Wissam, pseud. Captain (arab. وسام سعيد إبراهيم; ur. 13 września 1976 r.) − syryjski kulturysta zamieszkały w Szwecji. Mistrz Szwecji i Arabii Saudyjskiej w kulturystyce.

## Życiorys
Na początku lat 90. studiował na Uniwersytecie Damasceńskim w Damaszku. W 1998 roku przeprowadził się do Dubaju. Kulturystyką zaczął zajmować się jako osiemnastolatek. Wcześniej uprawiał judo. Posiada kwalifikacje nauczycieli wychowania fizycznego. Prowadził szkolenia wojskowe.
W 1995 uzyskał tytuł Mistrza Damaszku w kulturystyce. Zdobywał go później jeszcze trzykrotnie w latach 1996−1998. Był też złotym medalistą mistrzostw Syrii. Odnosił sukcesy podczas zawodów kulturystycznych organizowanych w Zjednoczonych Emiratach Arabskich i Jordanii.
W 2011 został Mistrzem Arabii Saudyjskiej w kulturystyce. Tego samego roku brał udział w Mistrzostwach Świata w kulturystyce amatorskiej, organizowanych przez federację IFBB. W kategorii wagowej superciężkiej (100 kg+) zajął siódme miejsce. W 2013 podczas zawodów Bena Weidera Diamond Cup zdobył brązowy medal w kategorii wagowej ciężkiej (90 kg+), a w trakcie turnieju Luciapokalen − złoto w kategorii superciężkiej. Rok później podczas Arnold Amateur Europe objął piątą pozycję wśród zawodników o wadze przekraczającej 100 kg.
Zmuszony wyprowadzić się z Syrii, zamieszkał w Malmö. W 2015 wywalczył złoty medal w szwedzkich zawodach kulturystycznych.
Od 2006 roku pracuje jako instruktor kulturystyki. Jest właścicielem dubajskiej siłowni Leaders Gym. Ma syna i córkę.

## Osiągnięcia (wybór)
- 1995−1998: Mistrzostwa Damaszku w Kulturystyce, kategoria ogólna − I m-ce[2]
- 1998: Mistrzostwa Zjednoczonych Emiratów Arabskich w Kulturystyce, kategoria ogólna − III m-ce[2]
- 1999: Mistrzostwa Zjednoczonych Emiratów Arabskich w Kulturystyce, kategoria ogólna − II m-ce[2]
- 2006: Mistrzostwa Zjednoczonych Emiratów Arabskich w Kulturystyce, kategoria ogólna − III m-ce[2]
- 2009: Mistrzostwa Jordanii w Kulturystyce, kategoria ogólna − II m-ce[2]
- 2011: Mistrzostwa Arabii Saudyjskiej w Kulturystyce, kategoria ogólna − I m-ce[3]
- 2011: Mistrzostwa Świata w Kulturystyce Amatorskiej, federacja IFBB, kategoria wagowa ponad 100 kg − VII m-ce[4]
- 2012: Arnold Amateur Europe, federacja IFBB, kategoria wagowa ponad 100 kg − VIII m-ce[4]
- 2013: Zawody Luciapokalen, kategoria wagowa ponad 100 kg − I m-ce[5]
- 2013: Diamond Cup, federacja IFBB, kategoria wagowa ponad 90 kg − III m-ce[4]
- 2014: Mistrzostwa Szwecji w Kulturystyce, federacja SKKF, kategoria wagowa ponad 90 kg − I m-ce[7]
- 2014: Mistrzostwa Szwecji w Kulturystyce, federacja SKKF, kategoria ogólna − II m-ce[7]
- 2014: Arnold Amateur Europe, federacja IFBB, kategoria wagowa ponad 100 kg − V m-ce[4]
- 2015: Mistrzostwa Szwecji w Kulturystyce, federacja ??, kategoria ?? − I m-ce[6]
- 2015: Arnold Amateur Europe, federacja IFBB, kategoria wagowa ponad 100 kg − VI m-ce[8]
- 2015: Mistrzostwa Świata w Kulturystyce Amatorskiej, federacja IFBB, kategoria wagowa ponad 100 kg − X m-ce[8]